# Bataille de La Castelle
La bataille de La Castelle est le nom d'un combat militaire important qui a opposé en 1063, près de l'abbaye Saint-Jean de la Castelle (à  Duhort-Bachen dans les Landes) le duc Guillaume VIII d'Aquitaine au duc Bernard de Vasconie.

## Présentation
À la suite du décès sans postérité en 1039 d'Eudes de Poitiers, à la fois duc de Vasconie et duc d'Aquitaine, une période de contestation s'ouvre entre plusieurs prétendants au sujet de la succession de Vasconie. Eudes était le fils de Guillaume V d'Aquitaine, duc d'Aquitaine, et de Brisque de Gascogne, héritière de Sanche Guillaume de Vasconie.
La succession d'Aquitaine revient naturellement à Guillaume VII d'Aquitaine, demi-frère d'Eudes, mais pour ce qui est de la Vasconie l'héritage revient en principe à Bernard II d'Armagnac, fils de la sœur d'Eudes, petit-fils de Brisque.
Bernard parvient à se faire reconnaître comme duc, mais en 1058, le nouveau duc d'Aquitaine Guillaume VIII d'Aquitaine lui conteste ce titre.
À la tête d'une armée Guillaume VIII entre finalement en Vasconie. Il bat les troupes de Bernard à La Castelle. Ce dernier est contraint de renoncer à ses droits et le duché de Vasconie est finalement rattaché au duché d'Aquitaine.